# Rue de Douai (Lille)
Pour les articles homonymes, voir Douai.
La   rue de Douai est une rue de Lille qui relie le carrefour formé par la rue Solférino, le boulevard Jean- Baptiste-Lebas, la rue d’Arras, la rue de Cambrai et la rue Barthélémy-Delespaul, à la rue Armand-Carrel dans le quartier de Lille-Moulins.

## Situation et accès
L’avenue  débute au carrefour formé par le boulevard Jean-Baptiste-Lebas, la rue d’Arras, la rue de Cambrai et la rue Solférino en s’orientant dans la direction sud-est dans l’axe de cette rue. Elle rejoint la rue du Petit-Thouars à sa droite, la rue de la Bascule à gauche, la rue de la Plaine à sa droite, la rue de Valenciennes à sa gauche. La rue s’infléchit ensuite légèrement vers la droite, rejoint la rue Philippe de Comines à droite, croise la rue de Trévise, rejoint la rue de la Filature et la rue de Saint-Quentin à sa droite, la rue Alain de Lille à sa gauche et se termine à la traversée du boulevard de Belfort parcouru par le viaduc du métro. La rue Armand-Carrel qui conduit à Ronchin par la rue du Faubourg de Douai la prolonge.
Sa partie sud est desservie par la station de métro Porte de Douai - Jardin des Plantes. Son tronçon nord en est assez éloigné.

## Origine du nom
Cette voie est ainsi nommée car elle était l’amorce de la route de Douai au départ de Lille
.

## Historique

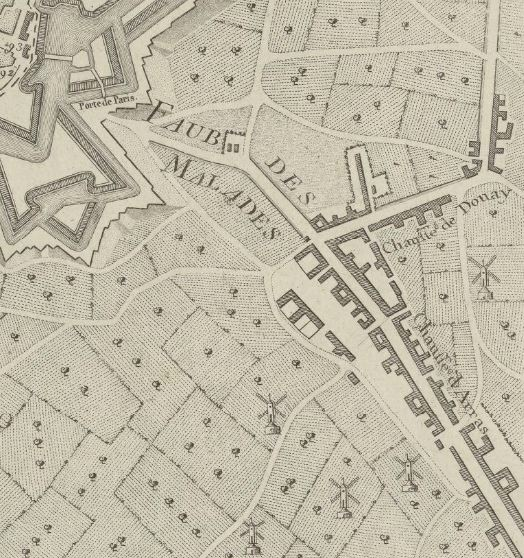
Faubourg des Malades sur carte de 1784

La rue de Douai est très ancienne. Elle est, avec la rue d’Arras, ancienne route d’Arras et l'amorce de la route de Valenciennes, l'une  des trois voies originelles du faubourg des Malades, devenu en 1834 la commune de Moulins détachée de celle de Wazemmes puis le quartier de Lille-Moulins. Jusqu'au début du  XIXe siècle, les constructions bordant la rue s’étendaient de l’intersection avec la route d’Arras jusqu’à l’amorce de la route de Valenciennes mais non au-delà.

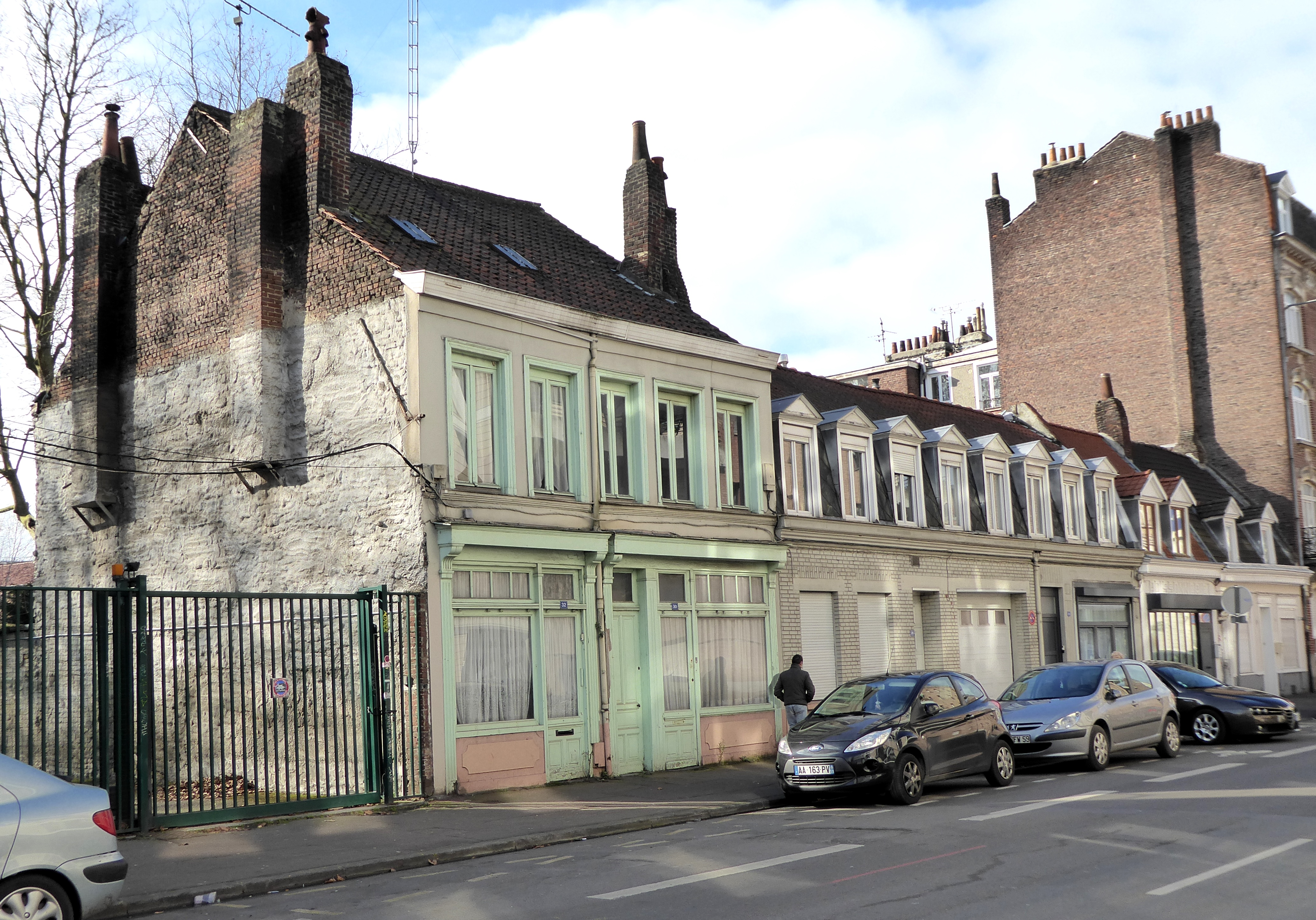
Maisons anciennes rue de Douai

Les maisons basses à l’entrée de la rue et sur son côté pair entre la rue  du Petit-Thouars et la rue de la Plaine sont des vestiges de ce passé rural. Un peu au-delà, face à la rue de Valenciennes, derrière un portail en bas de l'immeuble de style éclectique lillois se trouve l’entrée  la cour Bréart, la plus ancienne courée du quartier qui date de 1772. À l’arrière de ces immeubles, entre la rue de la Plaine et la rue Philippe de Comines, une cheminée carrée, forme qui précède les cheminées rondes des usines établies à partir du milieu du XIXe siècle, est le vestige d’une très ancienne usine.
Des usines se sont installées au bord de la rue à partir de l’industrialisation du quartier, ainsi à l’angle de la rue du Petit-Thouars la brasserie Vandamme qui s’étendait jusqu’à la rue d’Arras où a été créée la Maison folie de Moulins.
L'agrandissement de Lille décidé en 1858 avec annexion de des communes périphériques dont celle de Moulins  limite la rue de Douai à la partie de cette  route ancienne entre le boulevard établi sur l'ancienne zone non constructible (boulevard d'Italie, actuel boulevard Jean-Baptiste-Lebas) et la nouvelle enceinte construite dans les années 1860. La partie de cette route à l'extérieur de cette enceinte jusqu'à la limite entre l'ancienne commune de Moulins et celle de Ronchin devient la rue devient la rue du Faubourg-de-Douai.  
À partir de la création de la porte de Douai ouverte en 1863 avec la place (actuelle place Fernig) au sud de la zone urbanisée à l'ouest de l'ancien parcours, la rue de Douai se termine en impasse face à cette enceinte. Au-delà, la route (rue du faubourg de Douai) rejoint l'ancienne route directe après une courbe dans la zone militaire en avant du rempart.
Le parcours direct est rétabli en 1931 après le démantèlement des fortifications. À partir de cette date, la rue de Douai se prolonge par la rue Armand-Carrel tracée en ligne droite à l'emplacement de l'ancienne zone fortifiée puis par la rue du Faubourg-de-Douai jusqu'à la limite communale de Ronchin, enfin par la rue Jean-Jaurès de cette commune. 
La rue était parcourue  à partir de 1876 par la ligne de tramway E à chevaux reliant la place de la gare à la porte de Douai, électrifiée en 1902 et prolongée jusqu’à Ronchin.
La ligne est supprimée le 31 juillet 1963 et remplacée par une nouvelle ligne d'autobus sous l'indice 4.

## La rue auXXIesiècle
La rue est une voie à circulation assez importante à double sens, bordée de bandes cyclables étroites, axe de transit local du centre de Lille à Ronchin qui a perdu son rôle d'axe majeur d'entrée à Lille depuis l'ouverture de l'autoroute A 1. La rue est majoritairement résidentielle avec cependant des immeubles de bureaux et quelques commerces.
La plupart des anciennes usines qui bordaient la rue jusqu'au cours de la deuxième moitié du XXe siècle ont disparu. D’autres ont été réhabilitées, ainsi l’usine Le Blan fermée en 1967 qui longe la rue de la Filature. Le bâtiment à l’angle de la rue de Douai, le plus récent des trois en enfilade le long de la rue de la Filature, date d’une période de prospérité de l’industrie textile, vers  1925-1930. L’ensemble a été reconverti en logements, médiathèque, théâtre, église Saint-Vincent-de-Paul en 1978.

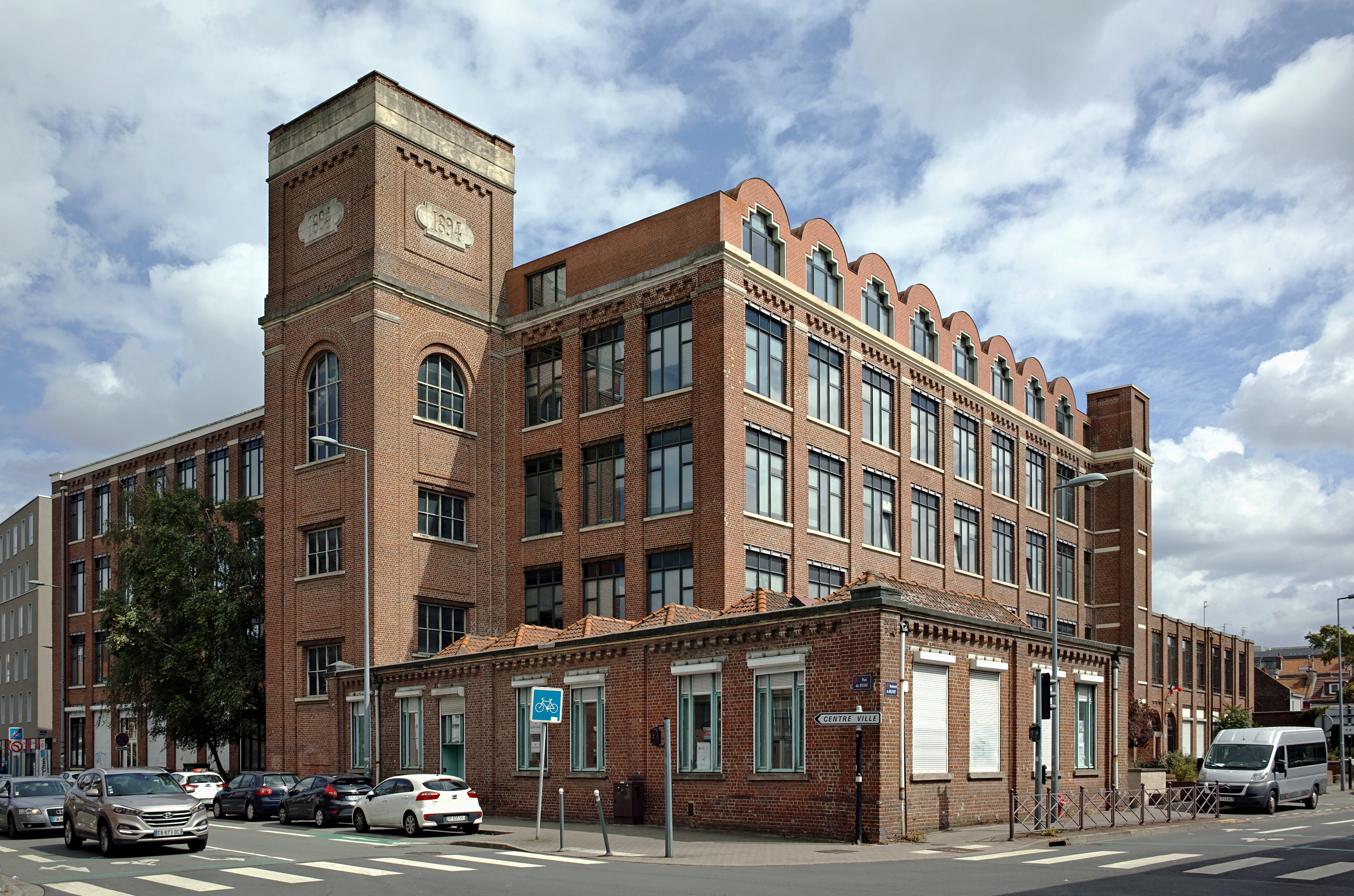
Ancienne usine Wallaert

A l’extrémité de la rue, en arrivant au viaduc du métro, l’ancienne usine Wallaert avec sa tour datant de 1894 est un immeuble de bureaux.